# Milano Pavia TV
Milano Pavia TV (precedentemente noto come Telepavia) è un'emittente televisiva regionale trasmessa in Lombardia sul canale 78 del digitale terrestre.

## Storia
Telepavia viene fondata il 1º febbraio 2010 con sede a Vigevano in via Carlo Gusberti 17 come emittente locale del territorio di Pavia, Vigevano, Lomellina e Voghera.
In quella data Telepavia è una televisione provinciale che trasmette esclusivamente sul canale 691, interno al MUX di Telesettelaghi. L'editore è Giovanni Arrigone mentre il responsabile della testata giornalistica è Claudio Micalizio.
A inizio 2014 Telepavia entra nel MUX di Telelombardia e diventa visibile anche sul canale 116. In seguito inizia la rilevazione dei dati Auditel a livello regionale e Telepavia si assesta sui 33.000 ascoltatori quotidiani.
Il 1º settembre 2016 Telepavia lascia il canale LCN 116, interno al MUX di Telelombardia, e passa al canale 89, all’interno del MUX di TeleColor. Nella stessa data la direzione della testata giornalistica passa a Stefano Calvi, giornalista di esperienza ventennale nel settore ed ex direttore del settimanale La Lomellina. La rilevazione dei dati Auditel vede il raggiungimento nel 2016 dei 99.900 ascoltatori quotidiani.
In data 11 gennaio 2017 Giovanni Arrigone diventa socio unico di Telepavia.
Da febbraio 2019 debutta il nuovo logo Milano Pavia TV, che va ad affiancare lo storico TelePavia, in previsione del cambio del nome dell'emittente a partire da settembre 2019. In quella stessa data il telegiornale diventa Milano Pavia News, andando a coprire l'informazione del territorio a sud di Milano, oltre alla metropoli lombarda.
Ad aprile 2019 entra nella squadra di Milano Pavia TV uno storico volto della televisione italiana: Ettore Andenna. Nei mesi di aprile e maggio va in onda il nuovo programma del mattino, Buon Giorno!, dedicato all'attualità e informazione, con servizi, collegamenti esterni e ospiti in studio.

## Programmazione
Milano Pavia TV trasmette 24 ore su 24 sul canale 78 del digitale terrestre. La sua programmazione è costituita principalmente da informazione, attualità e intrattenimento.
La società editrice di Telepavia è Media Team Communication s.r.l. operante dal 2009 nel settore televisivo con autorizzazione ministeriale come fornitore di contenuti per la televisione digitale terrestre.

## Palinsesto

### Informazione
- Milano Pavia News[4], dal 4 febbraio 2019 è il telegiornale dell'emittente, raccoglie l'eredità dello storico Pavia-Italia[5] (2010-2017) e del successivo Pavia News[6] (2017-2019)
- Politica. La parola[7], talk show settimanale in diretta tv condotto da Stefano Calvi insieme a ospiti in studio. Si discute di politica locale e nazionale insieme ai politici della provincia di Pavia. (2018/2019)
- Primo Piano, programma d'attualità del territorio Milanese e Pavese.
- Navigli, la trasmissione sul territorio di Abbiategrasso e Magenta.
- Orizzonti, programma d'attualità sugli argomenti e le discussioni relative al territorio.
- Oltrepò, reportage e notizie relative a Voghera e dintorni.
- Milano Capitale, programma sulle notizie e gli eventi del capoluogo di regione.
- Qui Regione, aggiornamenti sulla attività legislativa e amministrativa di Regione Lombardia.
- L'Opinione, intervista con i personaggi politici del proprio territorio.

### Rubriche
- Fiere, Sagre & Eventi[8], rubrica quotidiana che raccogli eventi, manifestazioni, feste e sagre nella provincia di Pavia. (2016/2017 - in onda)
- Terre Lombarde, reportage sulle specialità ed eccellenze del territorio.
- Storie[9], intervista settimanale di Stefano Calvi o Mariarosa Aurelio a un ospite pavese del mondo dello spettacolo, della cultura, dello sport, dell'economia o della politica.
- In giro per il Mondo, programma incentrato sui viaggi all'estero, con ospiti in studio.
- Itinerari[10], programma itinerante e informativo condotto da Stefano Calvi. Si scoprono tradizione e gastronomia della provincia di Pavia (2017/2019)
- Le regole dello star bene, programma settimanale condotto da Cristina Colli insieme a ospiti in studio che tratta i temi del benessere della mente e del fisico (2018/2019)
- A tu per tu con, ad ogni puntata viene intervistata una persona legata alla sua professione, con possibilità di fare domande da parte del pubblico da casa.
- Risto Tour,  viene fatta conoscere una struttura di ristorazione del territorio provinciale.
- La Santa Messa, appuntamento di spiritualità con la diretta della funzione religiosa.
- Agenda tempo libero, aggiornamenti sulle manifestazioni culturali in programma nel territorio.

### Spettacolo
- La radio a colori[11], programma quotidiano condotto da Mariarosa Aurelio fino alla stagione 2017/2018, da settembre 2018 condotto da Valerio Vecchi. Vengono trasmessi i brani musicali richiesti dal pubblico e brani di repertorio di orchestre di musica da ballo. (2013 - in onda)
- Filmissimi, contenitore di pellicole di vario genere, italiane e straniere.
- I Classici, contenitore dove vengono trasmessi film che hanno fatto la storia del Cinema italiano.
- Commedia Sexy, contenitore di pellicole di genere erotico all'italiana.

### Sport
- Terzo Tempo, programma incentrato sulle partite della Nuova Pallacanestro Vigevano 1955, con ospiti in studio.
- Scarpa d'Oro, trasmissione in diretta, dedicato alla tradizionale Stracittadina di Vigevano con interviste e approfondimenti.